# Slađan Nikodijević
Slađan Nikodijević (in serbo Слађан Никодијевић?; Parigi, 1º maggio 1990) è un ex calciatore francese naturalizzato serbo, di ruolo centrocampista.

## Biografia
Ha un fratello di nome Saša, anch'egli calciatore.

## Carriera
Dal 2010 al 2013 ha giocato 32 partite nel campionato di massima serie serba con il Borac Čačak.